# اوینگ، نیوجرسی
اوینگ (به انگلیسی: Ewing Township) شهری در ایالت نیوجرسی کشور ایالات متحده آمریکا است که جمعیت آن در سرشماری سال ۲۰۱۰ میلادی، ۳۵٬۷۹۰ نفر بوده‌است.